# Steve Bandoma
Steve Bandoma (Kinshasa, 27 settembre 1981) è un artista della Repubblica Democratica del Congo.
Vive e lavora a Città del Capo, in Sudafrica.

## Biografia
Nato a Kinshasa il 27 settembre 1981, Steve Bandoma comincia i suoi studi all'Accademia di Belle Arti di Kinshasa nel 2000, diplomandosi nel 2004. L'anno successivo Bandoma si trasferisce a Città del Capo in Sudafrica, dove frequenta corsi di specializzazione alla City Varsity School of Media & Creative Arts laureandosi in Multimediation nel 2006.
Da allora Bandoma partecipa a diverse mostre nazionali e internazionali vincendo ottenendo svariati riconoscimenti. Nel 2010 è co-curatore del AMANI Art Festivale di Città del Capo e nel 2011 fonda  "Quoi de Neuf!," un Centro d'Arte Contemporanea a Kinshasa, di cui è anche il direttore.
Bandoma attualmente vive e lavora a Città del Capo.

## Lavoro
Nei suoi lavoro Steve Bandoma utilizza principalmente oggetti ritrovati, immagini prese da riviste di moda patinate, con cui realizza anche della carta, restituendo idealmente alla pubblicazione nuova vita. Con questa operazione l'artista trasforma questi oggetti, immagini e materiali in opere d'arte, mettendone in discussione - finanche a minarne - la validità d'esistenza. Il risultato di questo processo è un'oggettificazione visuale e dinamica del mondo consumistico degli eccessi e desideri.
Riguardo al suo lavoro l'artista dichiara:
Nel mio lavoro sono presenti, in maniera provocatoriamente umoristica, i temi dell'umanità, della violenza, del riscaldamento globale, della politica, della religione, della moda e della classificazione in razze. Con la ragionata estetica delle mie installazioni, performance, fotografie e ritagli di riviste patinate cerco di inquadrare la globalizzazione e il materialismo

## Mostre

### Personali (Selezione)
- 2009 Féminisme, Cité Internationale des Arts de Paris, Parigi, Francia

AVA Gallery, Città del Capo, Sudafrica
- 2008 “Contempocalypse” Alliance Française of Cape Town, Città del Capo, Sudafrica

### Collettive (Selezione)
- 2010 The Menippean Uprising, an exhibition of fantastical, imaginary work, Blank Project, Città del Capo, Sudafrica

Focus10, Contemporary African Arts Exhibition as fringe to Art Basel, Basilea, Svizzera
Space, Currencies in Contemporary African Art, Museum Africa, Johannesburg, Sud Africa
- 2008 The Best of Artreach, at AVA Gallery, Città del Capo, Sudafrica

Intervention, Unisa Arts Gallery, Pretoria, Sudafrica
Abazobie, Nelson Mandela Museum, Città del Capo, Sudafrica
- 2007 Human Trafficking, IZIKO Slave Lodge National Museum, Città del Capo, Sudafrica

Cape Biennale, Blank project, Città del Capo, Sudafrica
- 2006 Iziko National Museum, Città del Capo, Sudafrica
- 2002 Academie des beaux – arts de kinshasa, Kinshasa, DRC

Cultural center Boboto, Kinshasa, DRC
- 2000 Academie des beaux – arts de Kinshasa, Kinshasa, DRC

## Premi
2009	- « Visas pour la Création 2009 », Afrique et Caraïbes en créations “Culturesfrance”, Parigi, Francia
- Prohelvetia, Swiss Arts Council, Zurigo, Svizzera
- “The Art Buzz Book 2009 Collection”, Honourable Mention Awards, USA
2008	- Greatmore Studio, Città del Capo, Sudafrica
- The Best of Artreach, AVA Gallery, Città del Capo, Sudafrica
- Design Indaba Expo, “The most Creative Stand Awards”, Città del Capo, Sudafrica
2007	- Award winner of the Table Mountain Competition, Città del Capo, Sudafrica